# 쓰야정
쓰야정(津谷町)은 1955년까지 미야기현 모토요시군에 있던 정이다. 현재의 게센누마시에 해당한다.

## 역사
- 1889년 4월 1일 - 정촌제 시행에 수반해 쓰야촌 단독으로 촌제를 시행하였다.
- 1941년 11월 3일 - 정으로 승격해 쓰야정이 되었다.
- 1955년 3월 30일 - 오야촌, 고이즈미촌과 합병해, 모토요시정이 되었다.

## 참고문헌
『宮城県町村合併誌』（宮城県地方課、1958）